# Би риџ (Флорида)
Би риџ (енгл. Bee Ridge) насељено је место без административног статуса у америчкој савезној држави Флорида.

## Демографија
По попису из 2010. године број становника је 9.598, што је 854 (9,8%) становника више него 2000. године.
| Група             | 2000.         | 2010.         |
| Белци             | 8.296 (94,9%) | 8.673 (90,4%) |
| Афроамериканци    | 68 (0,8%)     | 120 (1,3%)    |
| Азијати           | 59 (0,7%)     | 173 (1,8%)    |
| Хиспаноамериканци | 255 (2,9%)    | 522 (5,4%)    |
| Укупно            | 8.744         | 9.598         |